# Jean-Baptiste Kléber
Jean-Baptiste Kléber, född 9 mars 1753 i Strasbourg, död 14 juni 1800 i Kairo i Egypten, var en fransk general under franska revolutionskrigen.

## Tidig karriär, Vendée och Rhen
Klébers far var murare i Strasbourg, och Kléber ägnade sig först åt byggnadskonsten och begav sig 1768 till Paris, men ingick 1770 på några bayerska officerares uppmaning vid militärskolan i München. Han blev officer i österrikisk tjänst 1776, men tog på grund av de dåliga utsikterna avsked 1783 och återvände till Alsace för att åter ägna sig åt byggnadskonsten.
Efter franska revolutionens utbrott inträdde han 1792 som volontär vid ett regemente och blev redan 1793 brigadgeneral och 1794 divisionsgeneral. Såväl i Vendée som vid Rhen stred han med utmärkelse och förde flera gånger självständigt befäl, men lämnade krigstjänsten i början av 1797 och levde sedermera i Paris, till dess Napoleon Bonaparte kallade honom att delta i expeditionen till Egypten.

## Expeditionen till Egypten
Kléber sårades vid intagandet av Alexandria 3 juli 1798, blev guvernör i staden och deltog följande år i fälttåget till Syrien, under vilket han vann flera segrar och skyddade belägringen av S:t Jean d'Acre. Då Bonaparte lämnade Egypten övertog Kléber 22 augusti 1799 befälet under högst svåra omständigheter. För att rädda armén slöt han 24 januari 1800 fördraget i El-Arisch. Sedermera lyckades han vinna Murad bej på sin sida, slog turkarna grundligt vid Heliopolis 20 mars, kuvade upproret i Kairo och blev åter herre i Egypten, för vars ombildning han välvde stora planer, då han föll för mördarhand 14 juni 1800. Efter hans död var det slut med fransmännens välde i Egypten.
Kléber var en av revolutionens betydelsefullaste personligheter. Storväxt och vördnadsbjudande var han född soldat, en avhållen förman, en oöverträffad truppförare, en "l'homme du moment", "mannen för dagen", som Napoleon brukade kalla honom. I Strasbourg restes hans staty 1840.